# Богуславский, Валерий Григорьевич
Валерий Григорьевич Богуславский  (укр. Валерій Григорович Богуславський; 1939 — 2014) — советский и украинский спортсмен, тренер и педагог; Мастер спорта СССР (1959), Почётный мастер спорта СССР (1968), Заслуженный тренер Украины (1995), судья международной категории ЕАБА (1998), кандидат педагогических наук (1990). Автор ряда работ по вопросам юношеского спорта.

## Биография
Родился 12 июня 1939 года в Киеве.
Занимался боксом, был победителем чемпионатов Украины (1960, 1961, 1965) и призёром зональных чемпионатов СССР (1960, 1961, 1964) по боксу.
В 1964 году окончил Киевский институт физической культуры (ныне Национальный университет физического воспитания и спорта Украины) и с тех пор работал в этом вузе преподавателем, а с 1995 года — доцентом кафедры спортивных единоборств. Одновременно с 1963 года работал тренером по боксу спортивного общества «Локомотив». Подготовил более 20 мастеров спорта по боксу, в числе которых А. Нечаев и А. Давыденко.
Умер 20 октября 2014 года в Киеве, похоронен на Лукьяновском кладбище города.
В Киеве проводится Чемпионат города по боксу среди студентов, посвященный памяти заслуженного тренера Украины Богуславского Валерия Григорьевича.

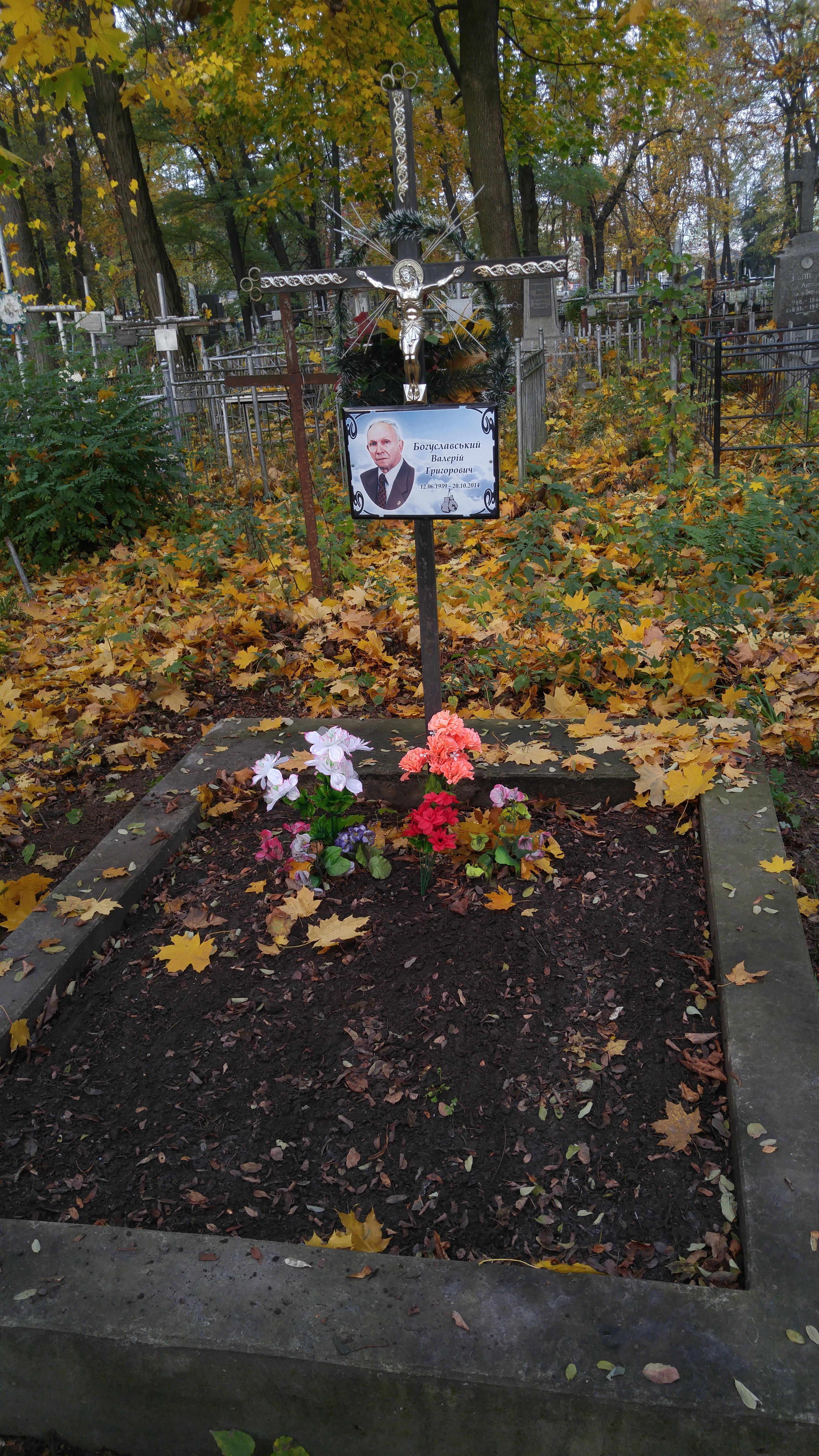

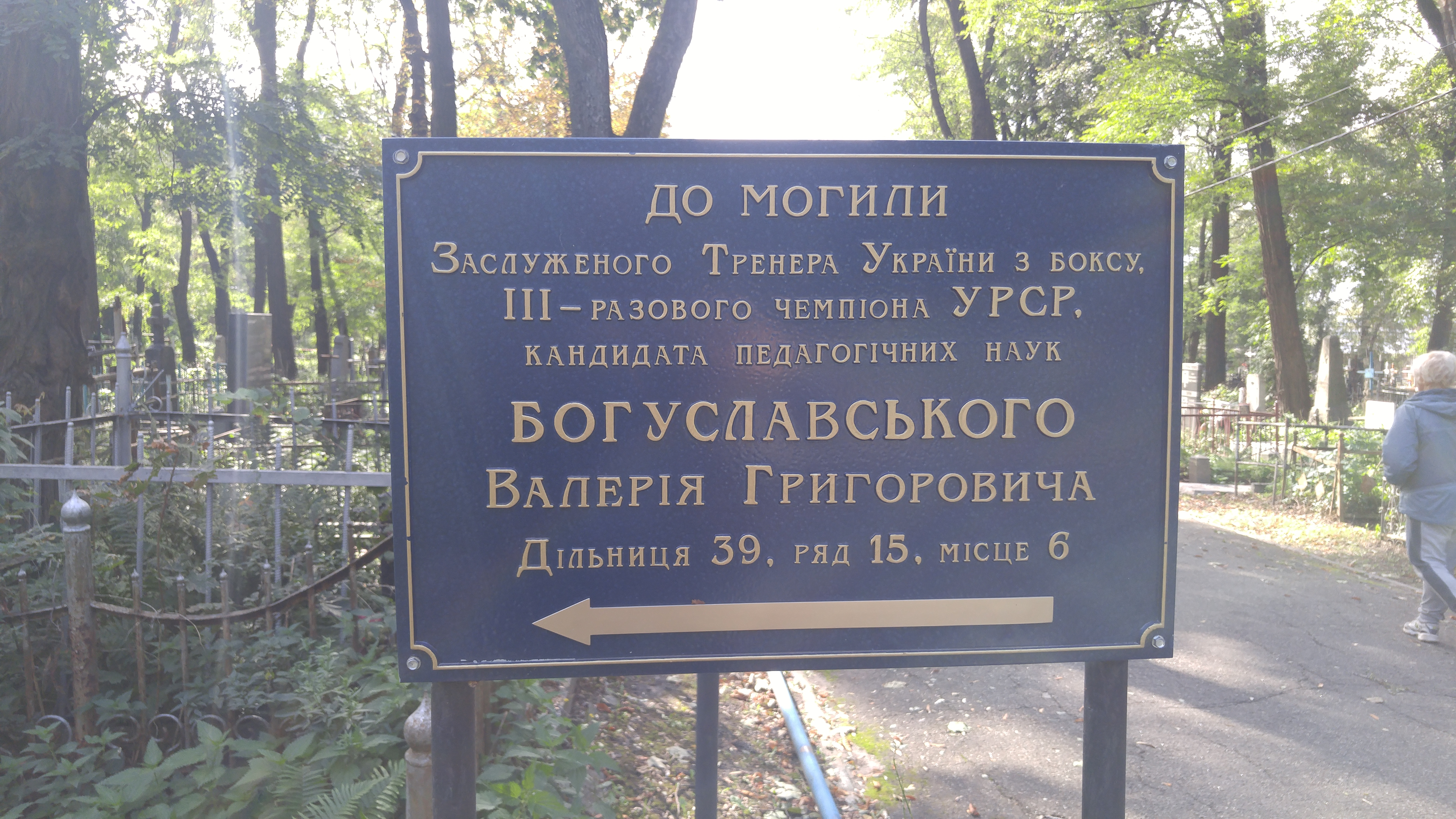